# Storia dell'Unione matematica italiana
La storia dell'Unione matematica italiana (UMI) ha avuto inizio nel 1922, anno che segna la nascita dell'associazione.
Il 31 marzo di quell'anno, infatti, Salvatore Pincherle, illustre matematico dell'Università di Bologna, inviò a tutti i matematici italiani una lettera in cui progettava l'istituzione di una società matematica nazionale.
Nel giugno dello stesso anno fu pubblicato il primo fascicolo, ancorché in veste provvisoria, del futuro "Bollettino".
La creazione di una tale società fu ispirata da analoghe iniziative in altri paesi quali ad es. la Société mathématique de France (1872), la Deutsche Mathematik Vereinigung (1891), l'American Mathematical Society (1891) e, soprattutto, l'International Mathematical Union (1920).
I più importanti matematici dell'epoca — fra tutti, Luigi Bianchi e Vito Volterra — incoraggiarono l'iniziativa di Pincherle anche inviando personalmente articoli per il futuro Bollettino.
Circa 180 matematici risposero alla lettera di Pincherle e nel dicembre dello stesso anno, si tenne una prima riunione e furono varati i primi atti statutari. Da allora l'Unione matematica è passata dai 400 membri nel 1940 ai circa 2500 del XX secolo. La sede sociale è rimasta a Bologna, presso l'attuale Dipartimento di matematica.
Un primo, esaltante, risultato della nascita dell'Unione matematica italiana fu l'organizzazione del Congresso internazionale di matematica a Bologna nel 1928: non solo per la perfetta organizzazione dell'incontro ma soprattutto per il fatto che Pincherle fu forte sostenitore della possibilità di mettere insieme, e di far confrontare sui temi della matematica, personalità che fino a pochi anni prima si erano combattute aspramente nell'ambito della prima guerra mondiale.
Tale progetto, anche se all'inizio fu politicamente osteggiato da molti paesi, ebbe un grande successo tant'è che anche la delegazione tedesca (formata da 76 matematici) era presente al convegno insieme ai 56 francesi, 52 statunitensi ed altri (per un totale di 840 partecipanti).
L'Unione matematica italiana ha lo scopo di seguire, promuovere e divulgare lo sviluppo delle scienze matematiche e delle loro applicazioni diffondendone i risultati e non ha fini di lucro. L'UMI È costituita in ente morale (r. decreto 15 ottobre 1923, n. 2384).

## Attività statutarie
Dallo statuto, si evince che, per il conseguimento dei suoi fini, l'Unione matematica italiana:

## Presidenti
- 1923-1932 Salvatore Pincherle
- 1932-1948 Luigi Berzolari
- 1949-1952 Enrico Bompiani
- 1952-1958 Giovanni Sansone
- 1958-1964 Alessandro Terracini
- 1965-1968 Giovanni Ricci
- 1968-1971 Guido Stampacchia
- 1971-1974 Guido Stampacchia
- 1974-1977 Enrico Magenes
- 1977-1980 Carlo Pucci
- 1980-1983 Carlo Pucci
- 1983-1986 Vinicio Villani
- 1986-1989 Vinicio Villani
- 1989-1991 Alessandro Figà Talamanca
- 1991-1994 Alessandro Figà Talamanca
- 1994-1997 Alberto Conte
- 1997-2000 Alberto Conte
- 2000-2003 Carlo Sbordone
- 2003-2006 Carlo Sbordone
- 2006-2009 Franco Brezzi
- 2009-2012 Franco Brezzi
- 2012-2015 Ciro Ciliberto

## Commissioni scientifiche

### Periodo 1923-1932
- Salvatore Pincherle (presidente)
- Pietro Burgatti (vicepresidente)
- Ettore Bortolotti (segretario)
- Leonida Tonelli (amministratore) fino al 1930
- Beppo Levi (amministratore) dal 1931

- Luigi Bianchi
- Pio Colonnetti
- Orso Mario Corbino
- Michele De Franchis
- Roberto Marcolongo
- Ottorino Pomini
- Umberto Puppini
- Corrado Segre
- Vito Volterra

### Triennio 1932-1935
- Luigi Berzolari (presidente)
- Pietro Burgatti (vicepresidente)
- Beppo Levi (amministratore)

Comitato di redazione del Bollettino

### Triennio 1935-1938
- Luigi Berzolari (presidente)
- Pietro Burgatti (vicepresidente)
- Beppo Levi (amministratore)

Commissione Scientifica

### Periodo 1938-1945
- Luigi Berzolari (presidente)
- Enrico Bompiani (vicepresidente)
- Ettore Bortolotti (segretario)
- Filippo Sibirani (amministratore)

- Oscar Chisini

### Periodo 1945-1949
- Luigi Berzolari (presidente)
- Enrico Bompiani (vicepresidente)
- Mario Villa (segretario)
- Filippo Sibirani (amministratore)

- Oscar Chisini

### Triennio 1949-1952
- Enrico Bompiani (presidente)
- Giovanni Sansone (vicepresidente)
- Mario Villa (segretario)
- Beniamino Segre (amministratore)

- Oscar Chisini

### Triennio 1952-1955
- Giovanni Sansone (Presidente)
- Alessandro Terracini (Vicepresidente)
- Mario Villa (Segretario)
- Dario Graffi (Amministratore)
- Gianfranco Cimmino (Segretario aggiunto)

- Oscar Chisini

### Triennio 1955-1958
- Giovanni Sansone (Presidente)
- Alessandro Terracini (Vicepresidente)
- Mario Villa (Segretario)
- Dario Graffi (Amministratore)
- Gianfranco Cimmino (Segretario aggiunto)

- Oscar Chisini

### Triennio 1958-1961
- Alessandro Terracini (Presidente)
- Carlo Miranda (Vicepresidente)
- Mario Villa (Segretario)
- Dario Graffi (Amministratore)
- Gianfranco Cimmino (Segretario aggiunto)

- Oscar Chisini

### Triennio 1961-1964
- Alessandro Terracini (Presidente)
- Carlo Miranda (Vicepresidente)
- Antonio Pignedoli (Segretario)
- Bruno Pini (Amministratore)
- G. Vaona (Segretario aggiunto) fino al 1962
- P. P. Abbati Marescotti (Segretario aggiunto) dal 1962

- Oscar Chisini

### Triennio 1964-1967
- Giovanni Ricci (Presidente)
- Ugo Morin (Vicepresidente)
- Dario Graffi (Segretario)
- Mauro Pagni (Amministratore)
- R. Nardini (Segretario aggiunto)

### Triennio 1967-1970
- Guido Stampacchia (Presidente)
- Giovanni Ricci (Vicepresidente)
- Mauro Pagni (Segretario)
- Luigi Caprioli (Amministratore)

- Luigi Amerio
- Carlo Cattaneo
- Gianfranco Cimmino
- Roberto Conti
- Ennio De Giorgi
- Bruno Finzi
- Dario Graffi
- Enrico Magenes
- Enzo Martinelli
- Carlo Miranda
- Carlo Pucci
- Giovanni Sansone
- Beniamino Segre
- Mario Villa
- Guido Zappa

### Triennio 1970-1973
- Guido Stampacchia (Presidente)
- Francesco Gherardelli? (Vicepresidente)
- Mauro Pagni (Segretario)
- Luigi Caprioli (Amministratore)

- Giulio Cesare Barozzi
- Paolo Boero
- Enrico Bompiani
- Vittorio Checcucci
- Gianfranco Cimmino
- Roberto Conti
- Bruno de Finetti
- Ennio De Giorgi
- Modesto Dedò
- Alessandro Figà-Talamanca
- Roberto Magari
- Enrico Magenes
- Tristano Manacorda
- Ermanno Marchionna
- Oscar Montaldo
- Giovanni Prodi
- Carlo Pucci

### Triennio 1973-1976
- Enrico Magenes (Presidente)
- Francesco Gherardelli (Vicepresidente)
- Mauro Pagni (Segretario)
- Adriano Barlotti (Amministratore)
- Giulio Cesare Barozzi (Segretario aggiunto)?

- Paolo Boero
- Vittorio Checcucci
- Gianfranco Cimmino
- Roberto Conti
- Bruno de Finetti
- Ennio De Giorgi
- Modesto Dedò
- Alessandro Figà-Talamanca
- Roberto Magari
- Tristano Manacorda
- Ermanno Marchionna
- Oscar Montaldo
- Giovanni Prodi
- Carlo Pucci
- Guido Stampacchia

### Triennio 1976-1979
- Carlo Pucci (Presidente)
- Gianfranco Capriz (Vicepresidente)
- Giulio Cesare Barozzi (Segretario)
- Adriano Barlotti (Amministratore)

- Antonio Avantaggiati
- Paolo Boero
- Carlo Cattaneo
- Mario Curzio
- Ennio De Giorgi
- Modesto Dedò
- Alessandro Figà-Talamanca
- Dario Furst
- Dionigi Galletto
- Giuseppe Geymonat
- Enrico Magenes
- Tristano Manacorda
- Ermanno Marchionna
- Oscar Montaldo
- Giovanni Prodi

### Triennio 1979-1982
- Carlo Pucci (Presidente)
- Gianfranco Capriz (Vicepresidente)
- Luigi Pepe (Segretario)
- Salvatore Coen (Amministratore)

- Claudio Baiocchi
- Paolo Boero
- Modesto Dedò
- Alessandro Figà-Talamanca
- Giuseppe Geymonat
- Francesco Gherardelli
- Gabriele Lolli
- Carmelo Mammana
- Ermanno Marchionna
- Oscar Montaldo
- Cesare Parenti
- Giovanni Prodi
- Giuseppe Tallini
- Vinicio Villani
- Giovanni Zacher

### Triennio 1982-1985
- Vinicio Villani (Presidente)
- Giulio Cesare Barozzi (Vicepresidente)?
- Cesare Parenti (Segretario)
- Salvatore Coen (Amministratore tesoriere)
- Maurizio Pratelli (Segretario aggiunto)

- Claudio Baiocchi
- Aldo Cossu
- Paolo De Lucia
- Alessandro Figà-Talamanca
- Francesco Gherardelli
- Roberto Magari
- Carmelo Mammana
- Ermanno Marchionna
- Mario Primicerio
- Carlo Pucci
- Salvatore Rionero
- Francesco Speranza
- Giuseppe Tallini
- Giovanni Zacher

### Triennio 1985-1988
- Vinicio Villani (Presidente)
- Giulio Cesare Barozzi (Vicepresidente)
- Pier Luigi Papini (Segretario)
- Salvatore Coen (Amministratore)
- Enrico Obrecht (Segretario aggiunto)

- Luciano Daboni
- Paolo De Lucia
- Francesco Gherardelli
- Enrico Giusti
- Giorgio Letta
- Carmelo Mammana
- Oscar Montaldo
- Enrico Obrecht
- Carlo Pucci
- Pasquale Quattrocchi
- Salvatore Rionero
- Paolo Salmon
- Sergio Spagnolo
- Francesco Speranza
- Giuseppe Tallini

### Triennio 1988-1991
- Alessandro Figà-Talamanca (Presidente)
- Benedetto Scimemi (Vicepresidente)
- Giuseppe Anichini (Segretario)
- Enrico Obrecht (Amministratore)
- Leonede De Michele (Segretario aggiunto)

- Franco Brezzi
- Salvatore Coen
- Franco? Conti
- Corrado De Concini
- Paolo De Lucia
- Enrico Giusti
- Gabriele Lolli
- Carmelo Mammana
- Pier Luigi Papini
- Mario Primicerio
- Carlo Pucci
- Francesco Speranza
- Giuseppe Tallini
- Vinicio Villani
- Aljosa Volčič

### Triennio 1991-1994
- Alessandro Figà-Talamanca (Presidente)
- Maurizio Cornalba (Vicepresidente)
- Giuseppe Anichini (Segretario)
- Enrico Obrecht (Amministratore)

- Salvatore Coen
- Corrado De Concini
- Enrico Giusti
- Gabriele Lolli
- Carmelo Mammana
- Pier Luigi Papini
- Mario Primicerio
- Carlo Pucci
- Eugenio Regazzini
- L. Salvadori
- Carlo Sbordone
- Benedetto Scimemi
- Francesco Speranza
- Vinicio Villani
- Aljosa Volčič

### Triennio 1994-1997
- Carlo Pucci (Presidente onorario)
- Alberto Conte (Presidente)
- Carlo Sbordone (Vicepresidente)
- Giuseppe Anichini (Segretario)
- Enrico Obrecht (Amministratore)
- Riccardo Ricci (Segretario aggiunto)

- Ferdinando Arzarello
- Andrea Bacciotti
- Claudio Bernardi
- Benedetto Bongiorno
- Salvatore Coen
- Alberto Conte
- Maurizio Cornalba
- Gianni Dal Maso
- Alessandro Figà-Talamanca
- Enrico Giusti
- Mario Marchi
- Renzo Piccinini
- Eugenio Regazzini
- Francesco Speranza
- Vinicio Villani

### Triennio 1997-2000
- Carlo Pucci (Presidente onorario)
- Alberto Conte (Presidente)
- Carlo Sbordone (Vicepresidente)
- Giuseppe Anichini (Segretario)
- Enrico Obrecht (Amministratore)
- Massimo Ferri (Segretario aggiunto)

- Ferdinando Arzarello
- Claudio Bernardi
- Umberto Bottazzini
- Claudio Citrini
- Alberto Conte
- Gianni Dal Maso
- Francesco de Giovanni
- Antonio Fasano
- Massimo Ferri
- Alessandro Figà-Talamanca
- Enrico Giusti
- Mario Marchi
- Antonino Maugeri
- Enrico Obrecht
- Eugenio Regazzini
- Aljosa Volčič

### Triennio 2000-2003
- Carlo Pucci (Presidente onorario)
- Carlo Sbordone (Presidente)
- Salvatore Coen (Vicepresidente)
- Giuseppe Anichini (Segretario)
- Barbara Lazzari (Amministratore)
- Vittorio Coti Zelati (Segretario aggiunto)

- Ferdinando Arzarello
- Claudio Bernardi
- Umberto Bottazzini
- Alberto Conte
- Gianni Dal Maso
- Francesco de Giovanni
- Antonio Fasano
- Massimo Ferri
- Alessandro Figà-Talamanca
- Enrico Giusti
- Mario Marchi
- Antonino Maugeri
- Enrico Obrecht
- Eugenio Regazzini
- Aljosa Volčič

### Triennio 2003-2006
- Carlo Sbordone (Presidente)
- Salvatore Coen (Vicepresidente)
- Giuseppe Anichini (Segretario)
- Barbara Lazzari (Amministratore)
- Vittorio Coti Zelati (Segretario aggiunto)

- Gabriele Anzellotti
- Ferdinando Arzarello
- Alberto Conte
- Gianni Dal Maso
- Francesco de Giovanni
- Roberto Dvornicich
- Antonio Fasano
- Alessandro Figà-Talamanca
- Graziano Gentili
- Livia Giacardi
- Enrico Giusti
- Paolo Maroscia
- Antonino Maugeri
- Eugenio Regazzini
- Aljosa Volčič

### Triennio 2006-2009
- Franco Brezzi (Presidente)
- Graziano Gentili (Vicepresidente)
- Giuseppe Anichini (Segretario)
- Barbara Lazzari (Amministratore Tesoriere)

- Martino Bardi
- Claudio Bernardi
- Salvatore Coen
- Alberto Conte
- Vittorio Coti Zelati
- Gianni Dal Maso
- Francesco de Giovanni
- Massimo Ferri
- Alessandro Figà-Talamanca
- Ermanno Lanconelli
- Antonino Maugeri
- Eugenio Regazzini
- Carlo Sbordone
- Alessandro Verra
- Gianluca Vinti
- Aljosa Volčič

### Triennio 2009-2012
- Franco Brezzi (Presidente)
- Graziano Gentili (Vicepresidente)
- Giuseppe Anichini (Segretario)
- Barbara Lazzari (Amministratore Tesoriere)

- Martino Bardi
- Claudio Bernardi
- Salvatore Coen
- Alberto Conte
- Vittorio Coti Zelati
- Gianni Dal Maso
- Francesco de Giovanni
- Massimo Ferri
- Alessandro Figà-Talamanca
- Ermanno Lanconelli
- Antonino Maugeri
- Eugenio Regazzini
- Carlo Sbordone
- Alessandro Verra
- Gianluca Vinti
- Aljosa Volčič

### Triennio 2012-2015
- Ciro Ciliberto (Presidente)
- Vittorio Coti Zelati (Vice Presidente)
- Giuseppe Anichini (Segretario)
- Barbara Lazzari (Amministratore Tesoriere)
- Carlo Fontanari (Segretario Aggiunto)

---
- Marco Abate
- Francesco Altomare
- Gabriele Anzellotti
- Claudio Bernardi
- Franco Brezzi
- Piermarco Cannarsa
- Salvatore Coen
- Gianni Dal Maso
- Francesco de Giovanni
- Livia Giacardi
- Carlo Sbordone
- Carlo Toffalori
- Alessandro Verra
- Gianluca Vinti
- Aljosa Volčič

## Congressi
1. 1937 1-3 aprile - Firenze
2. 1940 4-6 aprile - Bologna
3. 1948 23-26 settembre - Pisa, Livorno, e Lucca
4. 1951 25-31 ottobre - Taormina, Messina, Catania, Reggio Calabria
5. 1955 6-9 ottobre - Pavia, Torino
6. 1959 11-16 settembre Napoli
7. 1963 30 settembre - 5 ottobre - Genova
8. 1967 2-7 ottobre - Trieste
9. 1971 27 settembre - 3 ottobre Bari (con Lecce)
10. 1975 - Cagliari (con Alghero)
11. 1979 - Palermo
12. 1983 - Perugia
13. 1987 - Torino
14. 1991 - Catania
15. 1995 - Padova
16. 1999 - Napoli
17. 2003 - Milano
18. 2007 - Bari
19. 2011 - Bologna